# Шимихюр
Шимихюр (лезг. Шимихуьр) —  село в Курахском районе Дагестана. Административный центр сельского поселения Сельсовет «Шимихюрский».

## Географическое положение
Расположено в 10 км к северо-западу от районного центра с. Курах на реке Хпеджчай.

## Население
| 1895 | 1926 | 1939 | 1970 | 1989 | 2002 | 2010 |
| ---- | ---- | ---- | ---- | ---- | ---- | ---- |
| 372  | ↗398 | ↘371 | ↗455 | ↘378 | ↗444 | ↘425 |
| 2021 |      |      |      |      |      |      |
| ↘373 |      |      |      |      |      |      |

Моноэтническое лезгинское село.